# Pascal Avokpo
 (juillet 2025).
Pascal Avokpo, né le 23 avril 1962 à Ouidah au Bénin, est un artiste plasticien d'art contemporain béninois et enseignant à l’Institut CIAMO (Centre international d'art et de musique de Ouidah).

## Biographie
Né le 23 avril 1962 à Ouidah au Bénin, Pascal Avokpo révèle dès l’enfance un talent pour le dessin et la peinture[réf. nécessaire]. En 2000, il inaugure une galerie dans sa ville natale et crée le Festival des arts plastiques Art Ziza, avec pour objectif de promouvoir les jeunes artistes tout en participant à l’embellissement des sites touristiques et des espaces publics de Ouidah

## Expositions
Du 28 décembre 2023 au 12 janvier 2024, Pascal Avokpo participe à l’exposition collective CIO d’art  qui s'est déroulé à Ouidah aux coté de d'autres dont José Bewa, peintre, sculpteur, designer, iconographe et performer béninois.
En 2022, il fait une exposition-vente à résidence de l’Ambassadeur de la Türkiye au Bénin d’une trentaine d’œuvre dénommée « Thoun » (qui veut dire Connaître), qui témoigne des bonnes relations entre l’Ambassade de Turquie et le Centre International d’Art et de Musique de Ouidah,.
En 2026, Pascal Avokpo participe à Nantes, en France, à l'exposition d'art contemporain Le Bénin en Majesté, aux côtés d'une vingtaine d'artistes africains. Cette manifestation propose un regard moderne sur le Bénin à travers une sélection d'œuvres représentatives de sa richesse culturelle et artistique.